# Xóc Đĩa
 (février 2021).
Si vous disposez d'ouvrages ou d'articles de référence ou si vous connaissez des sites web de qualité traitant du thème abordé ici, merci de compléter l'article en donnant les références utiles à sa vérifiabilité et en les liant à la section « Notes et références ».
 (février 2021).
Xóc Đĩa est un jeu de hasard utilisant des pièces ou des jetons secoués dans un pot ou un bol, très répandu au Vietnam. Le jeu est probablement né vers 1909[réf. souhaitée]. Ce jeu est considéré comme illégal par les autorités gouvernementales car on[Qui ?] pense qu'il est lié à des activités criminelles et que le jeu est défini comme un acte illégal dans le Code pénal vietnamien[pas clair][réf. nécessaire].

## Comment jouer

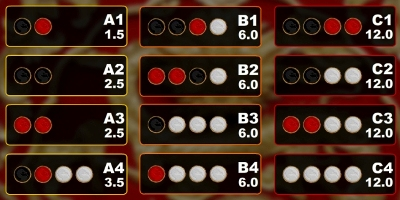
Combination chart

Il se joue avec 4 jetons en forme de pièce de 4 couleurs différentes.
| Combinaison           | Possibilité |
| --------------------- | ----------- |
| noir noir rouge rouge | 1/16        |
| noir noir gris gris   | 1/16        |
| rouge rouge gris gris | 1/16        |
| gris gris gris gris   | 1/16        |
| noir noir rouge gris  | 2/16        |
| rouge rouge noir gris | 2/16        |
| noir gris gris gris   | 2/16        |
| rouge gris gris gris  | 2/16        |
| noir rouge gris gris  | 4/16        |